# Alfred Schwarzmann
Alfred Schwarzmann (Fürth, Regne de Baviera, 1912 - Goslar, 2000) fou un gimnasta artístic i militar alemany durant la Segona Guerra Mundial.

## Biografia
Va néixer el 22 de març de 1912 a la ciutat de Fürth, població situada a l'actual estat de Baviera, que en aquells moments formava part del Regne de Baviera i que avui en dia forma part d'Alemanya. Va morir l'11 de març de 2000 a la ciutat de Goslar, població situada a l'estat de la Baixa Saxònia (Alemanya).

## Carrera esportiva
Va participar, als 24 anys, en els Jocs Olímpics d'Estiu de 1936 realitzats a Berlín (Alemanya nazi), on va aconseguir guanyar cinc medalles olímpiques: la medalla d'or en les proves per equips, individual i salt sobre cavall, així com la medalla de bronze en les proves de barres paral·leles i barra fixa. En aquests mateixos Jocs finalitzà quart en la prova d'anelles, setè en la prova de cavall amb arcs i desè en l'exercici de terra.
Absent dels Jocs Olímpics d'estiu de 1948 realitzats a Londres (Regne Unit), en els Jocs Olímpics d'Estiu de 1952 realitzats a Hèlsinki (Finlàndia) aconseguí guanyar, als 40 anys, la medalla de plata en la prova de barra fixa. En aquests mateixos Jocs finalitzà quart en la prova per equips, guanyant així un diploma olímpic, com a resultat més destacat.

## Carrera militar
Membre de la Luftwaffe des de 1935 i membre de la secció paracaigudista, durant la Segona Guerra Mundial va participar en la invasió i ocupació dels Països Baixos, la batalla de Creta i estigué present al sud del Front Oriental. Fou fet presoner pels britànics i retingut entre el 9 de maig i el 29 d'octubre de 1945.
Pel seu valor i coratge fou guardonat amb la Creu de Ferro (25 de maig de 1940) i posteriorment nomenat Creu de Cavaller de la Creu de Ferro (29 de maig de 1940).